# 埃伦·范兰亨
埃伦·范兰亨（荷蘭語：Ellen van Langen，1966年2月9日—），荷兰女子田径运动员，主攻800米赛跑。她曾代表荷兰参加1992年夏季奥林匹克运动会田径比赛，获得女子800米金牌。